# Мендонса, Жуан де
Жуа́н де Мендо́нса Фурта́ду (порт. João de Mendonça Furtado; 1530, Португалия — 1578, Битва при Эль-Ксар-эль-Кебире) — португальский военачальник, 22-й губернатор Португальской Индии (1564—1564).

## Краткая биография
В издании 1674 года имя Ivan de Mendoça передано в устаревшем написании при взаимозаменяемости букв i >< j >< y; u >< v (Ivan > Iuan > Juan > Joan > João); при передаче современной орфографии соответствует варианту Жуан де Мендонса.
В феврале 1564 года умер вице-король Франсишку Коутинью, граф де Редонду, правивший восточными заморскими территориями два с половиной года. За то время ему не представилось возможности сникать славу. Тогда, судя по документам королевской канцелярии, управлявший Малаккой Жуан де Мендонса взял на себя полномочия 22-го губернатора Индии. На этом посту он пребывал не более полугода, поскольку уже было известно, что на замену графу де Редонду должен прибыть Антан де Норонья. Но прежде приехали послы от заморина (порт. Zamori > Samorim — саморина) жаловаться на злодеяния и бесчинства Доминьгу де Мешкиты. Мендонса выступил перед ними с ответом, который был заготовлен ещё при жизни дона Франсишку Коутинью. Посланники остались недовольны ответом, но не смогли ничем возразить, настолько он был полон изящества, остроты, придворного или галантного лукавства. Когда же Мешкита приехал в Гоа, Мендонса приказал его арестовать, что некоторым образом удовлетворило притязания послов. Однако после их отбытия Мендонса приказал освободить заключённого и оказал ему большие почести. Иное поведение Мендонсы заслуживает всякого уважения, поскольку на своём высоком посту мог бы использовать служебное положение и обогатиться, но он уехал из Индии бедным, и таким оставался бы, если бы пробыл губернатором больше времени. По мнению Франсишку де Сан Луиша, такое отношение достойно похвалы, и это подтверждается более ранним источником.
В действительности Мешкита вёл себя столь жёстоко, жестоко и недостойно, что вызывал к португальцам ненависть жителей Малабарского побережья. Ничего кроме ужаса он в них не вселял.
В Каннуре убийство одного состоятельного и могущественного человека привело к вооружённым народным волнениям.
Дон Антан де Норонья был назначен 9-м вице-королём и 23-м губернатором Португальской Индии 24 февраля 1564 года, отбыл на Восток 19 марта и 3 сентября в Гоа вошёл в должность. Антан де Норонья уважительно отнёсся к Жуану де Мендонсе, который вскоре после сдачи полномочий отправился в Португалию.